# Мьорике (награда)
Литературната награда „Мьорике“ (на немски: Mörike-Preis der Stadt Fellbach) е учредена през 1991 г. от град Фелбах (Баден-Вюртемберг) за възпоменание на поета Едуард Мьорике. Присъжда се на всеки три години.
Отличието получават немскоезични поети и писатели, които „с качеството на своето творчество изглеждат достойни да бъдат почетени в името на Едуард Мьорике“.
Наградата е в размер на 15 000 €.
Заедно с основната награда се дава и поощрителна награда в размер на 3000 €, която може да се присъжда и на чуждоезични автори.
Раздаването на наградите става винаги през пролетта в рамките на Фелбахските литературни дни.

## Носители на наградата (подбор)
- Волф Бирман (1991)
- В. Г. Зебалд (1997)
- Роберт Шиндел (2000), Дорон Рабиновичи (поощрение)
- Бригите Кронауер (2004)
- Михаел Крюгер (2006)
- Ернст Аугустин (2009)
- Ян Вагнер (2015)
- Елке Ерб (2018)